# Bratten
Bratten est une île norvégienne dans le comté de Hordaland. Elle appartient administrativement à Kjerrgarden.

## Géographie
Rocheuse et couvert d'une légère végétation, elle s'étend sur environ 573 m de longueur pour une largeur approximative de 330 m. Elle comporte quelques demeures et a une petite jetée au nord. 